# Haecceitas
L'haecceitas o ecceïtat (del llatí per designar «essència») és un terme de l'escolàstica medieval forjat pels seguidors de Joan Duns Escot (1266-1308) per descriure un concepte que denota les qualitats discretes, propietats o característiques d'una cosa que la fa ser una cosa particular. L'haecceitas és l'«estitat» d'una persona o d'un objecte, la diferència individualitzadora que existeix entre el concepte d'«un home» i el concepte «home concret». Haecceitas és una traducció literal del terme equivalent en grec τὸ τί ἐστι - «el que és»"

## Haecceitas i quidditat
L'haecceitas es pot definir en alguns diccionaris tan senzillament com l'«essència» de quelcom, o com un simple sinònim de quidditat o hipokímenon. Tot i així, tals definicions priven el terme de la seva subtil distintibilitat i utilitat. Mentre que l'haecceitas es refereix a aspectes d'una cosa que fa una cosa ser particular, la quidditat es refereix a les qualitats universals d'una cosa, el seu 'valor' o els aspectes d'una cosa que pugui compartir amb altres coses i per què el pot fer formar part d'un gènere de coses.

Duns Escot feu la següent distinció:
| «                            | Atès que hi ha entre els éssers quelcom d'indivisible en parts subjectives (és a dir, quelcom que és formalment incompatible que es divideixi en diverses parts, cadascuna dels quals és aquest quelcom), la qüestió no és què és per què tal divisió és formalment incompatible amb això (perquè és formalment incompatible per incompatibilitat), sinó més aviat que aquesta incompatibilitat, pel seu ciment proper i intrínsec, és amb ella. Per tant, el sentit de les preguntes sobre aquest tema [de la individuació] és per exemple: Què en aquesta pedra, que pels seus ciments és absolutament incompatible amb la pedra dividida en diverses parts, cadascuna de les quals és aquesta pedra, el tipus de divisió que és propi d'un tot universal dividit a les seves parts subjectives? | » |
| — Joan Duns Escot, Ordinatio | |   |

 Mentre termes com haecceitas, quidditat, noümen i hipokímenon evoquen l'essència d'una cosa, cadascun d'ells té subtils diferències i es refereixen a aspectes diferents de l'essència de la cosa.
El terme haecceitas va permetre a Escot de trobar un terme mig per al problema dels universals entre nominalisme i realisme.
Charles Sanders Peirce (1839-1914) emprà el terme com referència no descriptiva d'un individu.